# Nasze jest niebo
Nasze jest niebo (fr.  Le Ciel est à nous) – francuski film komediowy z 1997 roku w reżyserii Grahama Guita.

## Opis fabuły[1]
Dwudziestotrzyletni Lenny żyje w Londynie i próbuje robić rozmaite interesy, lecz nadal nie ma pieniędzy na życie. Pewnego razu zakupuje dziesięć gramów koki do której dodaje specjalny środek wypełniający aby w ten sposób uzyskać 100 gramów białego proszku. Lenny sprzedaje kokainę gangsterowi Joelowi, a za otrzymane ze sprzedaży pieniądze kupuje bilet na Madagaskar. Pragnie tam wyjechać, nim gangster zorientuje się, że został przez niego oszukany.

## Obsada
- Romane Bohringer jako Juliette
- Melvil Poupaud jako Lenny
- Jean-Philippe Écoffey jako Joëll
- Élodie Bouchez jako Lola/Marguerite
- Jean-Claude Flamand jako Claudius
- Patrick Lizana jako Ficelle
- Isaac Sharry jako Sammy
- François Levantal jako Lou
- Rachid Hafassa jako Gérald
- Zinedine Soualem jako Hippie #1
- Antoine Chappey jako Hippie #2
- Adama Ouédraogo jako Tutu (jako Adama Yatinga)
- Federay Holmes jako Gwyneth
- Rupam Maxwell jako Ziggy
- Daniel Bowers jako Stardust
- Antoine Tjamag jako Victor
- David Vatinet jako Jésus
- Harpo Guit jako Lenny Bébé
- Oumar Diaoure jako Wykidajło
- Fabienne Esther jako stewardesa
- Delphine Rollin jako Petula
- Leonor Varela jako Vanessa
- Philippe Cornet jako szef restauracji
- Pierre Pell jako człowiek leżący
- Sebastian Bodenes
- Laurent Leoncini
- Stéphane Broquedis jako Głos dziennikarza komentującego mecz piłki nożnej (głos)
- Stan Getz jako saksofonista ('I'm Late, I'm Late') (niewymieniony w czołówce)